# Miško Kranjec
Miško Kranjec, vlastním jménem Mihael Kranjec, maďarsky Krányecz Mihály (15. září 1908, Velika Polana – 8. června 1983, Lublaň) byl slovinský spisovatel, novinář a politik.

## Životopis
Miško Kranjec se narodil ve Velike Polaně, ve Slovinské krajině, v Ogrskem (Maďarsko). Pocházel z venkovské dělnické rodiny, z chudého venkovského kraje. Jeho otec se jmenoval Mihael Kranjec, matka Maria Pücko. Oba pracovali jako nádeníci a sezónní pracovníci, proto byli často v tísnivé finanční situaci. Měl dva bratry Ignatius a Alajos. V dnešním Zámuří byly stále zbytky feudalismu. Po dokončení základní školy v rodném kraji navštěvoval gymnázium v Lublani. Vysokou školu nedostuduje. Po 2. světové válce se stává aktivním komunistou a politikem. Mezitím píše desítky románů a povídek. Angažuje se celkově v kulturním životě. V roce 1978 opouští literární život, přestává tvořit, vzdaluje se také z politiky. O dvacet let později 1998 umírá a je pohřben v rodinné hrobce.

## Cesta ke spisovatelské dráze
Psát začal už na gymnáziu a první povídku zveřejnil v sedmnácti letech. Po maturitě na gymnáziu se rozhodl studovat slavistiku – tato studia ale opustil, protože se věnoval psaní a novinařině, poté také politice. Ve skutečnosti byl Miško Kranjec ze studií vyloučen, jelikož se přidal z radikální chlapecké skupině podporující levici. V jeho dílech se objevila maďarská tematika, mluvil sice maďarsky, ale jeho pravopis, vzhledem ke krátkému působení v Maďarsku, nebyl správný. Přesto, že strávil několik let v maďarských školách, nikdy se nenaučil mluvit plynule tamějším jazykem. Díky vlivu jednoho učitele z Lublaně a na nátlak rodičů se přihlásil do kněžského semináře, toto rozhodnutí vzal ale zpátky a později si založil rodinu. Už na gymnáziu se dobře oriantoval nejen v tuzemnské ale i ve světové literatuře. Nejvíce jej v tvorbě ovlivnil Ivan Cankar. Zkušenosti z mladých let později Kranjec využil ve své tvorbě, kdy tvořil velmi pozitivní obraz socialismu. Zobrazoval bídu nádeníků, zároveň ukazuje krásu krajiny a zdůrazňuje pozitivní myšelní lidí. Během okupace patřil mezi organizátory odporu proti okupaci v Zámuří; když nemohl dále působit ilegálně, odešel za partyzány. Jeho mladší bratr Naci umřel za druhé světové války v Dachau.
Po válce se stal poslancem, nejvíce se – samozřejmě kromě psaní – věnoval novinařině a práci nakladatele. Byl ředitelem Cankarova nakladatelství (Cankarjeva založba) a Slovinského literárního institutu (Slovenski knjižni zavod).
Kranjec měl sice komunistickou minulost a byl velmi kontroverzní osoba, ale jeho talent byl nepopiratelný. Napsal více než padesát románů, povídek a skic, stejně tak dramata. Próza Miško Krajnce se ubírá k socialistickému realismzu, popisnému naturalismu, založeném na ideologii, kterou později opouští. V jeho dílech lze stále nalézt zbytky romantismu. Vzhledem k tomu, že neodmítl křesťanský princip jako takový, ukazuje, že není zcela ex-komunista ani komunista. Nepracuje ani s radikálními socialistickými myšlenkami, což jej nezavírá do jedné škatulky. Jeho poetické a psychologické zpracování tématu společně s harmonickým apevným narativním uměním vyčnívá nad ostat ními spilovateli té doby a stává se unikátem slovinské literatury. Opírá se o témata z minulosti, které jsou stále aktuální i v přítomnosti. Hlavním tématem děl jsou mezilidské vztahy, změny v životě, které jsou objektivně řešeny. Poukazuje na lidské myšlení, poctivost, touhu po učení, krásu přírody a co je nejdůležitější, hluboké touhy.
Velmi mu přirostla k srdci Prešernova společnost (Prešernova družba), ve které byl dlouhá léta úředníkem.
Psal krátké povídky, pověsti a romány, které spojil ve větší celky. Nejvýznamnější autobiografická díla jsou romány Mládí v bažině (Mladost v močvirju, 1962), Svetlikanje jutra a zvláště jedno z jeho nejlepších děl Strýčkové mi povídali (Strici so mi povedali).
Psal povídky, sociální pověsti, novely, romány s venkovskou tematikou ze Zámuří. Další známá díla jsou Kapitanovi, Povest o dobrich ljudeh, Pod zvezdo. Podle jeho děl je také natočeno několik filmů. Od roku 1953 byl členem Slovinské akademie vědy a umění (Slovenska akademija znanosti in umetnosti).

## Dílo
| - Težaki, 1932 - Življenje, 1932 - Predmestje, román, 1932 - Sreča na vasi, 1933 - Pesem ceste, 1934 - Os živlenja,román, 1935 - Tri novele, 1935 - Satire, 1935 - Zalesje se prebuja, roman, 1935 - Južni vetrovi, 1937 - Prostor na soncu, román, 1937 - Kapitanovi, román, 1938 - Do zadnjih meja, román, 1940 - Povest o dobrih ljudeh, 1940 - Tihožitja in pesjaži, 1945 | - Pesem gora, roman, 1946 - Fara svetega Ivana, 1947 - Majhne so te stvari, 1947 - Pomlad, 1947 - Samotni otok, 1947 - Pot do zločina, drama, 1948 - Pisarna, román, 1949 - Pod zvezdo, román, 1950 - Imel sem jih rad, 1953 - Nekaj bi vam rad povedal, 1954 - Nekoč bo lepše, 1954 - Zgubljena vera, 1954 - Čarni nasmeh, 1956 - Zemlja se z nami premika, román, 1956 - Macesni nad dolino, 1957 | - Masec je doma na Bladovci, 1958 - Nad hišo se več nekadi, 1963 - Rdeči gardist I, 1964 - Ukradena ljubezen, 1965 - Rdeči gardist II, 1965 - Zlata kočija, 1967 - Na cesti prvega reda, 1967 - Svetlikanje jutra, autobiografický román, 1968 - Lepa vida Prekmurska, 1972 - Strici so mi povedali, román, 1974 - Anketni listi malega človeka, 1974 - Čarni nasmeh - Pot med blažene, 1978 - Oče in sin, román, 1978 |

## Překlady
- Obzory v mlzne / Miško Kranjec ; přeložila Zdeňka Bezděková. – Praha :

```
Státní nakladatelství krásné literatury, hudby a umění, 1958. – 431 str. ;
22 cm. – (Soudoba světová próza ; sv. 63) Prevod dela: Fara Sv. Ivana
```

- SVÍTÁNÍ za tmavých nocí : Jugoslávské válečné povídky / [uspořádal

```
František Benhart ; přeložili František Benhart … [et al.] ; illustr.
Radim Malát]. – V Praze : Naše vojsko, 1964. – 378 str. : ilustr. ; 21 cm.
– (Máj ; 52)
```

## Kranjec - paměti
13. září 2008 si Slovinsko přimopmnělo sté výročí narození Miško Kranjce. Tohoto ceremoniálu se zúčastnil i prezident Republiky Slovinsko Daniel Türk. Na slavnosti nechyběli ani jeho dva synové Matjaž a Miško, jeho druhá manželka a vnoučata.

## Ocenění
- Cena France Prešerena (1959, 1964, 1976)
- Cena Levstnika